# Westinghouse AP1000
AP1000 – elektrownia jądrowa, zaprojektowana i sprzedawana przez Westinghouse Electric Company. Elektrownię zasila ciśnieniowy reaktor wodny o ulepszonym pasywnym systemie bezpieczeństwa jądrowego. Pierwszy AP1000 rozpoczął pracę w 2018 r. w Chinach w elektrowni jądrowej Sanmen, po raz pierwszy reaktor uzyskał stan krytyczny 21 czerwca 2018 r.

## Specyfikacja reaktora
Reaktor AP1000 jest reaktorem wodnym ciśnieniowym (Pressurized Water Reactor). System chłodzenia składa się z dwóch niezależnych obwodów, zaprojektowane do wytwarzania mocy 3415 MWt (cieplnej).
Rdzeń, naczynie reaktora i elementy wewnętrzne reaktora AP1000 są podobne do poprzednich konstrukcji firmy Westinghouse PWR, ale wprowadzono liczne ulepszenia w celu poprawy bezpieczeństwa i wydajności paliwa. Rdzeń reaktora składa się z 157, długich na 426,7 cm (14 stóp), 17 × 17 zespołów paliwowych RFA-2.
Układ reaktora jest dużo tańszy w budowie w porównaniu z innymi generatorami III generacji, częściowo dlatego, że używa się istniejących już elementów. Zawiera w sobie zdecydowanie mniej komponentów:
- 50% mniej zaworów,
- 35% mniej pomp,
- 80% mniej rur bezpieczeństwa,
- 80% mniej kabli kontrolnych.

## Historia
W grudniu 2005 roku Nuclear Regulatory Commission (NRC) zatwierdziła końcowy projekt AP1000. Jest pierwszym reaktorem generacji III+, który został zatwierdzony przez US NRC. W 2008 roku Chiny rozpoczęły budowę czterech jednostek w oparciu o AP1000.
15 października 2009 roku amerykańska organizacja NRC (Nuclear Regulatory Commission) stwierdziła, że projekt zawiera poważne wady konstrukcyjne, przez co nie spełnia istotnych wymogów inżynieryjnych. Część obaw NRC nie została udostępniona publicznie. Sprawiło to, że reaktor musiał zostać przeprojektowany.
Pewne elementy budowy reaktora AP1000 zostały podważone przez doświadczonych naukowców i inżynierów, m.in. Johna Ma (NRC), Edwina Lymana oraz Arnolda Gundersena. Ostatecznie NRC zatwierdziło budowę elektrowni w oparciu o reaktor AP1000 w grudniu 2011 roku.
9 lutego 2012 roku Nuclear Regulatory Commission zatwierdziło budowę dwóch nowych reaktorów.

## Plany budowy

### Chiny
Cztery reaktory AP1000 są w budowie – w Sanmen, w Zhejiang oraz w Shandong. Wszystkie cztery reaktory uruchomiono w 2018 roku.

### Stany Zjednoczone
W USA są budowane również cztery reaktory jądrowe AP1000. Dwa w Vogtle oraz dwa w VC Summer. Wszystkie cztery reaktory są identyczne i wszystkie cztery są budowane jednocześnie. Grupy działaczy ochrony środowiska sprzeciwiały się wydaniu licencji na dwa nowe reaktory AP1000, które są budowane w Vogtle. Złożyły one petycje w kwietniu 2011 roku, prosząc Nuclear Regulatory Commission o zawieszenie budowy reaktorów, dopóki nie zostaną rozwiane wszelkie wątpliwości z wypadkiem nuklearnym w Fukushimie.

### Bułgaria
22 listopada 2013 roku bułgarski ekonomista i minister energetyki Dragomir Stojnew ogłosił, że Bułgaria chce wybudować reaktor AP1000 jako siódmy blok w elektrowni jądrowej w Kozłoduju. 11 grudnia tego samego roku rząd Bułgarski dał przyzwolenie dla BEH na rozpoczęcie rozmów z Toshibą oraz Westinghouse w sprawie nowej jednostki. Toshiba otrzyma 30% udziałów. Koszty budowy w grudniu 2013 roku zostały oszacowane na 8 miliardów dolarów.  W 2023 roku podpisano z amerykańskim konglomeratem Westinghouse umowę na budowę 2 reaktorów. Planowy termin oddania pierwszego bloku to 2033 rok.

### Polska
Wojewoda pomorski poinformował o wydaniu decyzji o ustaleniu lokalizacji dla pierwszej w Polsce elektrowni jądrowej. Decyzja dotyczy lokalizacji przedsięwzięcia polegającego na budowie i eksploatacji pierwszej w Polsce elektrowni jądrowej, posiadającej 3 reaktory AP1000 Westinghouse o łącznej mocy 3750 MWe, na obszarze gminy Choczewo.

### Wielka Brytania
W grudniu 2013 roku Toshiba z pomocą Westinghouse Electric Company wykupiła 60% udziałów od NuGeneration z zamiarem wybudowania 3 reaktorów AP1000 niedaleko Sellafield, w Kumbrii, Anglia. Jako początek budowy przyjęto 2024 rok.

## Lista reaktorów AP-1000
| Nazwa         | Lokalizacja                | Kraj  | Właściciel                                   | Operator                                     | Moc netto [MWe] | Moc brutto [MWe] | Moc cieplna [MWt] | Rozpoczęcie budowy | Pierwszy stan krytyczny | Przyłączenie do sieci | Praca komercyjna | Stan             |
| ------------- | -------------------------- | ----- | -------------------------------------------- | -------------------------------------------- | --------------- | ---------------- | ----------------- | ------------------ | ----------------------- | --------------------- | ---------------- | ---------------- |
| Sanmen-1      | 29°06′09.4″N 121°38′12.8″E | Chiny | Sanmen Nuclear Power                         | Sanmen Nuclear Power                         | 1157            | 1251             | 3400              | 2009-04-19         | 2018-06-21              | 2018-06-30            | 2018-09-21       | Pracuje          |
| Sanmen-2      | 29°06′08.3″N 121°38′20.0″E | Chiny | Sanmen Nuclear Power                         | Sanmen Nuclear Power                         | 1157            | 1251             | 3400              | 2009-12-15         | 2018-08-17              | 2018-08-24            | 2018-11-05       | Pracuje          |
| Haiyang-1     | 36°42′29.2″N 121°22′34.7″E | Chiny | China Power Investment Corporation           | Shandong Nuclear Power                       | 1170            | 1250             | 3415              | 2009-09-24         | 2018-08-08              | 2018-08-17            | 2018-10-22       | Pracuje          |
| Haiyang-2     | 36°42′30.0″N 121°22′43.3″E | Chiny | China Power Investment Corporation           | Shandong Nuclear Power                       | 1170            | 1250             | 3415              | 2010-06-20         | 2018-09-29              | 2018-10-13            | 2019-01-09       | Pracuje          |
| Vogtle-3      | 33°08′26.9″N 81°46′07.2″W  | USA   | Georgia Power                                | Southern Nuclear                             | 1117            | 1250             | 3400              | 2013-03-12         | 2023-03-06              | 2023-04-01            | 2023-07-31       | Pracuje          |
| Vogtle-4      | 33°08′27.1″N 81°46′16.6″W  | USA   | Georgia Power                                | Southern Nuclear                             | 1117            | 1250             | 3400              | 2013-11-19         | 2024-02-14              | 2024-03-01            | 2024-04-29       | Pracuje          |
| V.C. Summer-2 | 34°17′11.9″N 81°19′13.1″W  | USA   | South Carolina Electric & Gas, Santee Cooper | South Carolina Electric & Gas, Santee Cooper | 1117            | 1250             | 3400              | 2013-03-09         | –                       | –                     | –                | Budowa Przerwana |
| V.C. Summer-3 | 34°17′03.6″N 81°19′17.1″W  | USA   | South Carolina Electric & Gas, Santee Cooper | South Carolina Electric & Gas, Santee Cooper | 1117            | 1250             | 3400              | 2013-11-04         | –                       | –                     | –                | Budowa Przerwana |